# ラミン・カリムルー
ラミン・カリムルー（ラミーン・カリムルーとも、Ramin Karimloo、1978年9月19日 - ）は、イラン生まれのカナダの俳優、ミュージシャン、シンガーソングライター。
ロンドンを本拠地とし、主にウエスト・エンドやブロードウェイのミュージカル舞台に出演している。近年はテレビドラマに出演するなど映像にも進出している。

## プロフィール
正規の音楽教育は受けず、独学。
船内のショーのパフォーマーとして雇われ、豪華クルーズ船に乗ってロンドンへ渡った。
ウエスト・エンドでは2002年にデビュー。2007年にウエスト・エンド史上最年少の28歳で『オペラ座の怪人』の主役に抜擢された。
アンドリュー・ロイド＝ウェバーの作品に多く起用されており、『オペラ座の怪人』の続編となる『ラヴ・ネヴァー・ダイズ』や『オペラ座の怪人25周年記念公演』でも主役を演じた。
2010年の『レ・ミゼラブル25周年記念コンサート』のアンジョルラス役、翌2011年の『オペラ座の怪人25周年記念公演』のファントム役、そして『レ・ミゼラブル』（ウエスト・エンド公演）のジャン・バルジャン役では批評家たちから称賛された。
最優秀男優賞を数回受賞。イギリスで名誉あるローレンス・オリヴィエ賞にノミネートされた経験をもつ。
2012年には来日し、『オペラ座の怪人25周年記念公演inロンドン』のDVDおよびブルーレイディスク日本盤の発売記念イベントにてタイトルソングを披露した（詳細はリンクを参照）。
『レ・ミゼラブル』（ウエスト・エンド公演）の後はライブツアーを行うなど、ミュージシャンとして活発に活動するようになった。初のソロアルバム『Human Heart』を2012年にイギリスと北アメリカで発売（イギリス盤は『Ramin』、日本では『ラミン』というタイトルで2013年発売）。2014年4月にはミニアルバム『The Road To Find Out - East』をリリースした。
なおイギリスのコメディドラマ『THE SPA』に出演し、テレビ俳優としてメジャーデビューもしている。
2014年3月からブロードウェイの『レ・ミゼラブル』リバイバル公演で主役を演じ、ブロードウェイ・デビューを果たす。同役で第68回トニー賞ミュージカル主演男優賞にノミネートされた。
またブロードウェイ・ファンの投票により2014年の「Broadway.com Star of the Year」に選ばれた。
2015年10月から来日し、日本で初演となるハロルド・プリンスの新作ミュージカル『プリンス・オブ・ブロードウェイ』に出演。さらに同公演終了後の同年12月には日本初のソロコンサート『ラミン・カリムルー ｉｎ コンサート』の開催が実現した。
コンサートではミュージカルの曲とブルーグラスやカントリーなどのルーツ音楽を組み合わせたアコースティック・ライブを主に行っている。
ラミンは自身の音楽ジャンルをブロードウェイとブルーグラスのミックスという意味で『ブロードグラス（Broadgrass）』と称している。
2016年9月より、ロック・ミュージカル『マーダー・バラッド』のウエスト・エンド公演でトム役として出演。
また2017年には再びブロードウェイの舞台に立ち、1997年のアニメ映画『アナスタシア』を舞台化したミュージカル『アナスタシア』で、舞台版オリジナルとなる悪役グレブを演じた。
日本には公演やコンサートで複数回来日している。2018年7月、ミュージカル『エビータ』のインターナショナル・ツアーによる来日公演（1978年初演時のオリジナル演出版）では、物語の語り手であるチェ役として日本公演限定で出演した。
2019年、放送開始から20周年を迎えるBBC Oneの医療ドラマ『Holby City』にKian役としてレギュラー出演。
ミュージシャンとしても活動を継続しており、2019年1月にイギリスでソロコンサートツアー『From Now On』を開催。同年4月に日本においても同名のソロコンサートを行った。
また2ndアルバムとしてミュージカル・カバー・アルバム『From Now On』を発売した。

## 出演舞台
- 『ペンザンスの海賊』　海賊王役（代替）、バース（ロイヤル劇場）、2001年
- 『サンセット大通り』　アーティ・グリーン役(代替ジョー・ギリス役）、UKツアー、2002年
- 『レ・ミゼラブル』　Feuilly役（代替マリウス、代替アンジョルラス役）、ロンドン（パレス劇場）、2002年
- 『オペラ座の怪人』　ラウル・シャニュイ子爵役、ロンドン（ハー・マジェスティーズ劇場）、2003年
- 『レ・ミゼラブル』　アンジョルラス役、ロンドン（クイーンズ劇場）、2004年
- 『ミス・サイゴン』　クリストファー（＝クリス）・スコット役、UKツアー、2005年
- 『オペラ座の怪人』　ファントム役、ロンドン（ハー・マジェスティーズ劇場）、2007年9月10日～2009年11月7日
- 『ラヴ・ネヴァー・ダイズ』　ファントム役、ロンドン（アデルフィー劇場）、2010年3月9日～2011年8月27日　※プレビュー公演2月22日～
- 『レ・ミゼラブル25周年記念コンサート』　アンジョルラス役、ロンドン（O2アリーナ）、2010年10月3日
- 『オペラ座の怪人25周年記念公演』　ファントム役、ロンドン（ロイヤル・アルバート・ホール）、2011年10月1日～10月2日
- 『レ・ミゼラブル』　ジャン・バルジャン役、ロンドン（クイーンズ劇場）、2011年11月29日～2012年3月31日
- 『レ・ミゼラブル』　ジャン・バルジャン役、トロント（プリンス・オブ・ウェールズ劇場）、2013年9月27日～2014年2月2日
- 『レ・ミゼラブル』　ジャン・バルジャン役、ブロードウェイ（インペリアル劇場）、2014年3月23日～2015年8月30日　※プレビュー公演3月1日～
- 『パレード』（コンサート形式）　トム・ワトソン役、ニューヨーク（エイヴリー・フィッシャー・ホール）、2015年2月16日
- 『プリンス・オブ・ブロードウェイ』　東京／大阪（東急シアターオーブ／梅田芸術劇場メインホール）、2015年10月23日～11月22日／11月28日～12月10日
- 『ザ・シークレット・ガーデン』（25周年記念コンサート）　アーチボルド・クレイブン役、ニューヨーク（リンカーン・センター）、2016年2月21日～2月22日
- 『エビータ』　チェ役、バンクーバー（クイーン・エリザベス・シアター）、2016年4月30日～5月8日
- 『白いウサギ、赤いウサギ』　ニューヨーク（ウエストサイド・シアター）、2016年8月1日
- 『マーダー・バラッド』　トム役、ロンドン（アーツ・シアター）、2016年10月5日～12月3日　※プレビュー公演9月30日～
- 『アナスタシア』　グレブ・ヴァガノフ役、ブロードウェイ（ブロードハースト劇場）、2017年4月24日～12月3日　※プレビュー公演3月23日～
- 『チェス』　アナトリー・セルゲイフスキー役、ワシントンD.C.（ジョン・F・ケネディ・センター）、2018年2月14日～2月18日
- 『オペラ座の怪人コンサート』　ファントム役、ソウル（世宗文化会館）、2018年5月4日～5月6日
- 『エビータ』　チェ役、東京（東急シアターオーブ）、2018年7月4日～7月29日
- 『レ・ミゼラブル・イン・コンサート』　ジャン・バルジャン役、ガーンジー（ボーセジュール・レジャーセンター）、2018年11月1日～11月4日
- 『ドクトル・ジバゴ』（UKコンサートプレミエ）　ユーリー・ジバゴ役、ロンドン（カドガン・ホール）、2019年9月1日
- 『ジーザス・クライスト＝スーパースター in コンサート』　イスカリオテのユダ役、東京（東急シアターオーブ）、2019年10月11日～10月14日
- 『チェス』　アナトリー役、大阪／東京（梅田芸術劇場メインホール／東京国際フォーラムホールC）、2020年1月25日～1月28日／2月1日～2月9日
- 『ジーザス・クライスト＝スーパースター in コンサート』　ユダ役、東京／大阪（東急シアターオーブ／フェスティバルホール）、2021年7月15日～7月27日／7月31日～8月1日　※プレビュー公演7月12日～
- 『Rumi: The Musical』　Shams Tabrizi役、ロンドン（ロンドン・コロシアム）、2021年11月23日～11月24日
- 『サンセット大通り』（コンサート）　ジョー・ギリス役、ロンドン（ロイヤル・アルバート・ホール）、2021年12月3日
- 『ファニー・ガール』　ニック・アーンスティン役、ブロードウェイ（オーガスト・ウィルソン劇場）、2022年4月24日～2023年9月3日　※プレビュー公演3月26日～
- 『オペラ座の怪人』　ファントム役、トリエステ（ポリテアマ・ロセッティ）、2023年7月4日～7月16日
- 『オペラ座の怪人』　ファントム役、ミラノ（アルチンボルディ劇場）、2023年10月11日～10月22日
- 『オペラ座の怪人』　ファントム役、モンテカルロ（モンテカルロ歌劇場）、2023年12月16日～12月31日
- 『アダムス・ファミリー』（コンサート）　ゴメズ・アダムス役、ロンドン（ロンドン・パラディウム）、2024年2月12日～2月13日
- 『Songbird』　Piquillo役、ワシントンD.C.（ジョン・F・ケネディ・センター）、2024年3月9日～3月24日
- 『タイタニック』　Frederick Barrett役、ニューヨーク（ニューヨーク・シティ・センター）、2024年6月11日～6月23日
- 『A Face in the Crowd』　Lonesone Rhodes役、ロンドン（ヤング・ヴィク）、2024年9月12日～11月9日　※予定
- 『ペンザンスの海賊』　海賊王役、ブロードウェイ（トッド・ハイメス・シアター）、2025年4月4日～6月22日　※予定

## テレビ・映画
| タイトル                                                             | 公開年    | 製作国             | 役名                                   | 備考                                                          |
| -------------------------------------------------------------------- | --------- | ------------------ | -------------------------------------- | ------------------------------------------------------------- |
| オペラ座の怪人                                                       | 2004      | アメリカ・イギリス | グスタフ・ダーエ（クリスティーヌの父） | ミュージカル映画。カメオ出演。                                |
| 人生短し…                                                            | 2011      | イギリス           | Scientologist                          | イギリスのコメディドラマ。シーズン1にゲスト出演。             |
| The Rain                                                             | 2012      | イギリス           | Sam                                    | ショートムービー                                              |
| ハード・パニッシャー                                                 | 2013      | イギリス           | ニューヨークのごろつき                 | アクション映画                                                |
| The Spa                                                              | 2013      | イギリス           | Costas                                 | イギリスのコメディドラマ。計4話に出演。                       |
| ブルーブラッド 〜NYPD家族の絆〜                                      | 2015      | アメリカ           | Barry Hamidi                           | アメリカの警察ドラマ。シーズン6にゲスト出演。                 |
| 素顔のラミン・カリムルー 新たな挑戦 ミュージカル『エビータ』への軌跡 | 2018      | 日本               | ---                                    | WOWOWのミニ・ドキュメンタリー。                               |
| Nativity Rocks!                                                      | 2018      | イギリス           | Doruのお父さん                         | イギリスの家族向けクリスマス映画。                            |
| Jesus: His Life                                                      | 2019      | イギリス           | Joseph                                 | ヒストリーチャンネルの歴史ドキュメンタリードラマ。            |
| Holby City                                                           | 2019-2021 | イギリス           | Kian Madani                            | BBC Oneの医療ドラマシリーズ（シーズン21～）。レギュラー出演。 |
| Tomorrow Morning                                                     | 2022      | イギリス           | Bill[Will]                             | ミュージカル映画                                              |

## コンサート
- 2012年5月1日からソロコンサート『Ramin in Concert』を開催。その後、マレーシア、カナダ、アメリカとツアーを行い、USツアー最終日（9月21日）はニューヨーク州オールバニで開催（一部別タイトルツアーも含む）。UKツアー開催地はグラスゴー、ロンドン、オックスフォード、サウスエンド、マンチェスター、ノッティンガム、バーミンガム、ゲーツヘッド、カーディフ。USツアー開催地はニューヨーク、シカゴ、ピッツバーグ、ベスレヘム、アトランタ、ワシントン、フィラデルフィア、シャーロット。カナダではブランプトン、オンタリオ、トロント郊外で開催した。
- 2013年4月27日からUSツアー『The Broadway to Bluegrass』を開催。開催地はハリウッド、カリフォルニア、オースティン、テキサス、ニューヨークシティなど[13]。

- 2013年6月、東京と大阪で公演されたコンサート『4Stars　One World of Broadway Musicals』（演出：ダニエル・カトナー、音楽監督：ジェイソン・ロバート・ブラウン）のため来日。レア・サロンガ、シエラ・ボーゲス、城田優らと共演した[14]。
- 2014年5月、読売新聞主催の『ミュージカル・ミーツ・シンフォニー2014』（東京国際フォーラム）に出演のため来日。2013年のゲスト出演に続いてメインのひとりとして迎えられた。ロンドン公演でラミンの後を継いでファントム役を演じたピーター・ジョーバックがゲスト出演し、歴代ファントムの共演が実現した[15]。

- 2015年12月17日に東京国際フォーラム、ホールAにて日本初となるソロコンサート『ラミン・カリムルー ｉｎ コンサート』を開催。その後12月21～22日に韓国ソウルの建国大学のニューミレニアムホール、および2016年1月19～20日にロンドンのユニオン・チャペル[16]とイズリントン・アセンブリー・ホールにおいても、『An Evening With Ramin Karimloo』というタイトルでソロコンサートを行った。

- 2016年7月7日に日本武道館にて公演されたミュージカルコンサート『I Love Musicals』に出演。共演者は『I Love Musicals』の発案者であるピーター・ジョーバックに、ノーム・ルイス、シエラ・ボーゲス、そしてスペシャルゲストとして新妻聖子。

- 2016年7月16日にイギリス、ロンドンのロンドン・パラディウムにてソロコンサート『Ramin at the Palladium』を開催した[17]。

- 2016年12月13日～14日に東京・大阪にてソロコンサート『ラミン・ミュージカル・コンサート』を開催した[18]（Bunkamuraオーチャードホール／梅田芸術劇場シアター・ドラマシティ）。
- 2016年12月31日にダブリンのナショナル・コンサート・ホールにて、RTEコンサート・オーケストラ主催のコンサート『New Year's Eve Gala with Ramin Karimloo』を開催した[19]。

- 2017年1月に12日間の日程で、UKツアー『Ramin and the Broadgrass Band, Lead Me Home』を開催した。1月12日のミルトン・キーンズから始まり、1月29日のベリー・セント・エドマンズで終了[20]。

- 2017年12月に東京と大阪で公演されたコンサート『4Stars 2017』に出演[21]。共演者はシンシア・エリヴォ、城田優、シエラ・ボーゲス。（梅田芸術劇場メインホール：12月14日～17日／東京国際フォーラム ホールC：12月20日～28日）

- 2018年1月13日にロンドンのロイヤル・フェスティバル・ホールにてソロコンサート『Ramin Karimloo Back from Broadway』を開催[22]。

- 2018年4月10日～4月12日にトロントのロイ・トムソン・ホールにて、トロント交響楽団公演のコンサート『On Broadway』に出演[23]。

- 2018年5月にソウルの世宗文化会館（世宗大劇場）にて、アンドリュー・ロイド＝ウェバー生誕70周年を記念したコンサート『Music of Andrew Lloyd Webber、the Concert』及び『The Phantom of the Opera、the Concert』に出演[24]。

- 2018年6月にオーストラリアの3都市（ゴールド・コースト、メルボルン、シドニー）にてソロコンサートを開催[25]。

- 2018年12月3日にワルシャワのポーランド劇場にてコンサート『The Best of Broadway』に出演[26]。

- 2019年1月に13日間の日程で、UKツアー『From Now On』を開催。1月13日のギルフォードから始まり、1月31日のサウスエンド＝オン＝シーで終了。また2月14日にはカナダ ミシサガのハマーソン・ホールにおいても同名のソロコンサートを行った。

- 2019年4月18日～4月20日に東京のよみうり大手町ホールにてソロコンサート『From Now On』を開催（全5公演）。

その他ニューヨークのB.B.キング・ブルース・クラブ＆グリルにおいて、2012年以降継続的にライブ・コンサートを行っている。

## ディスコグラフィ

### DVD/Blu-ray
- オペラ座の怪人（2004年）

本編のグスタフ・ダーエ役の他、特典ディスクの一部のシーンで、『オペラ座の怪人』ロンドン公演でのラウル・シャニュイ子爵役を演じる姿が収録されている。ただし、発売のバージョンによっては、特典ディスクがついていないものがある。
- レ・ミゼラブル25周年記念コンサート（2010年11月29日発売、日本盤は2011年）

アンジョルラス役。後日発売された特典映像付DVDではギターの弾き語りをする様子が収録されている。
- オペラ座の怪人25周年記念公演inロンドン（2011年11月21日発売、日本盤は2012年）

ファントム役。　
- The Road To Find Out (live From The Clapham Grand)（2022年）

コロナ禍でのロックダウン緩和後、2020年12月にストリーム配信されたライブを収録したもの。

### アルバム
- Within the Six Square Inch（2004年に発売したミニアルバム）

現在は廃盤。『オペラ座の怪人25周年記念公演』や、『レ・ミゼラブル』で共演した、ハドリー・フレイザーが、ゲストシンガーとして参加。「New York State of Mind」で、ラミンとデュエットをしている。
- Bluebird（2009年）

ミュージカル・アルバム。この第二次世界大戦をテーマにしたミュージカル作品はアルバムのみで、実際の舞台では上演されていない。Ben Breagan役。
- LOVE NEVER DIES（2010年）

ミュージカル『ラヴ・ネヴァー・ダイズ』オリジナル・コンセプト・アルバム。ファントム役。このアルバムは初期演出版に準拠するもので、現在の舞台版とは一部の曲順、歌詞、台詞等が異なる。また、『オペラ座の怪人25周年記念公演』でも共演したシエラ・ボーゲスが、クリスティーヌ・ダーエ役を務めている。
- standing ovation（2011年）

ロンドン老舗のCDショップ、「ドレス・サークル」の経営難を救済するべく、ウエスト・エンドのスターが数多く集まって収録したアルバム。ラミンは、「Our Hearts Must Take Control」（Bluebird）を歌っている。
- Ramin（2012年）

ソロアルバム。本人が作詞作曲したオリジナル・ナンバーや、『オペラ座の怪人』、『ラヴ・ネヴァー・ダイズ』などのミュージカル・ナンバーから構成される。スティーヴ・ヤングがギタリストとして参加した。日本盤ではボーナス・トラックとして『夢やぶれて（I Dreamed a Dream）』『ブリング・ヒム・ホーム(Bring Him Home)』の二曲が収録されている。なお「夢やぶれて」は"He"から"She"へ歌詞を変え、視点を女性から男性に移して歌っている。
- Love on 42nd Street（2014年）

BBCの「Children in Need」というチャリティ企画のために、Daniel and Laura Curtisによって制作されたアルバム。二曲は作詞家Bill Russellと合作している。レア・サロンガ、シエラ・ボーゲス、ジョン・オーウェン・ジョーンズ、サイモン・ボウマンなどのウエスト・エンドとブロードウェイのスターが参加した。ラミンの歌う「Why Am I Falling」が収録されている。

### シングル
- Why Am I Falling?（2013年）

BBCの「Children in Need」と、「Your Voice」というコンペティションのために制作されたシングル。作曲はDaniel and Laura Curtis。作詞はラミンとDaniel and Laura Curtisの合作である。「Your Voice」はミュージカルに熱中している16～25歳に、一生に一度のチャンスを与え、明日のウエスト・エンドの才能をオンラインで探すという趣旨のコンペティション。競技参加者は自身でこの曲を歌い、動画をYouTubeやVimeoに提出した。優勝者はウエスト・エンドのショーのチケットを手に入れ、ロンドンのホテルで1泊した。さらにはワークショップに参加し、West End Live（2014）でパフォーマンスする機会が与えられた。コンペティションの参加料は3ポンド。集金はすべて「Children in Need」へ寄付された。

#### 一覧
| タイトル                                                                                        | 詳細                                                                                           | 備考 |
| ----------------------------------------------------------------------------------------------- | ---------------------------------------------------------------------------------------------- | --- |
| Make Believe                                                                                    | - 発売日：2009年4月14日 - レーベル：Jay Records - フォーマット：CD                             | - Robyn Northのアルバム - ウエスト・サイド物語の「Tonight」をデュエット。                                                             |
| Bluebird                                                                                        | - 発売日：2009年9月14日 - レーベル：Escape Records - フォーマット：MP3                         | - コンセプト・アルバム |
| Love Never Dies （オペラ座の怪人2～ラヴ・ネヴァー・ダイズ）                                     | - 発売日：2010年3月8日 - レーベル：Polydor - フォーマット：CD、MP3                             | - オリジナル・キャスト・レコーディング - 日本盤発売:2010年3月24日                                                                     |
| Act One - Songs From the Musicals of Alexander S. Bermange                                      | - 発売日：2011年8月19日 - レーベル：Dress Circle - フォーマット：CD、MP3                       | - 参加アルバム - 「I Only Wish for You」をShona Lindsay、Dianne Pilkingtonとトリオ。 - 日本ではMP3のみ。                              |
| The Phantom of the Opera at the Royal Albert Hall （オペラ座の怪人 25周年記念公演 IN ロンドン） | - 発売日：2011年11月14日 - レーベル：Really Useful Group / Polydor - フォーマット：CD、MP3     | - キャスト・レコーディング - 日本盤発売:2012年1月25日                                                                                 |
| Ramin                                                                                           | - 発売日：2012年4月9日 - レーベル：Sony Music - フォーマット：CD、MP3                          | - ソロアルバム - ヒットチャート（UK）：16 - 日本盤発売：2013年1月9日                                                                  |
| Live                                                                                            | - 発売日：2012年6月26日 - レーベル：CD Baby - フォーマット：CD、MP3                            | - Scott Alanのアルバム。ニューヨークのジャズクラブ、バードランドで録音された。 - 「Take Me Away」をハドリー・フレイザーとデュエット。 |
| Looking Up                                                                                      | - 発売日：2013年2月8日 - レーベル：SimG Records - フォーマット：CD、MP3                        | - Simon Baileyのソロアルバム - 「Murder In The City」でデュエット。 - 日本ではMP3のみ。                                               |
| Why Am I Falling?                                                                               | - 発売日：2013年9月9日 - レーベル：Dischromedia - フォーマット：CD、MP3                        | - シングル - Children in NeedというBBCのチャリティ企画の一環で作られた。 - 日本ではMP3のみ。                                          |
| Love on 42nd Street                                                                             | - 発売日：2014年3月17日 - レーベル：DLC Music - フォーマット：CD、MP3                          | - 参加アルバム - 「Why Am I Falling」を収録。 - 日本ではMP3のみ。                                                                     |
| The Road To Find Out - East                                                                     | - 発売日：2014年4月7日 - レーベル：Big Hand Recordings - フォーマット：CD、MP3                 | - ソロアルバム（EP） - BWW Album AwardsのBest New Solo EP or CD Single Recordingを受賞。                                              |
| An American Victory / S.C.R.                                                                    | - 発売日：2016年4月22日 - レーベル：Broadway Records - フォーマット：CD、MP3                   | - スタジオ・キャスト・レコーディング                                                                                                  |
| The Road To Find Out - South “The Brooklyn Sessions”                                            | - 発売日：2016年7月22日 - レーベル：Nova Sales & Distribution (UK) Ltd - フォーマット：CD、MP3 | - ソロアルバム（EP） |
| Song of Solomon                                                                                 | - 発売日：2017年1月27日 - レーベル：Broadway Records - フォーマット：CD、MP3                   | - オリジナル・コンセプト・レコーディング                                                                                              |
| Anastasia (Original Broadway Cast Recording)                                                    | - 発売日：2017年6月9日 - レーベル：Broadway Records - フォーマット：CD、MP3                    | - オリジナル・ブロードウェイ・キャスト・レコーディング                                                                                |
| From Now On                                                                                     | - 発売日：2018年3月16日 - レーベル：Masterworks - フォーマット：MP3                            | - シングル - 映画「グレイテスト・ショーマン」のカバー - 配信限定リリース                                                              |
| a singer                                                                                        | - 発売日：2018年10月24日 - レーベル：Sony Music Japan - フォーマット：CD、MP3                  | - 城田優のミュージカル・アルバム - ミュージカル「エリザベート」の「闇が広がる」を日本語でデュエット。                                 |
| The Clockmaker's Daughter (Studio Cast Recording)                                               | - 発売日：2019年2月14日 - レーベル：Auburn Jam Records - フォーマット：CD、MP3                 | - スタジオ・キャスト・レコーディング                                                                                                  |
| フロム・ナウ・オン                                                                              | - 発売日：2019年4月17日 - レーベル：Sony Music Japan - フォーマット：CD、MP3                   | - ソロ公演の来日記念盤として発売されたEP - 日本独自企画盤                                                                             |
| フロム・ナウ・オン［ジャパン・スペシャル・エディション］                                        | - 発売日：2019年7月31日 - レーベル：Sony Music Japan - フォーマット：CD、MP3                   | - ソロアルバム - 日本先行発売 - イギリス／アメリカ盤発売：2019年8月2日                                                                |
| Rumi: The Musical (Original Concept Recording)                                                  | - 発売日：2021年6月18日 - レーベル：Broadway Records - フォーマット：CD、MP3                   | - オリジナル・コンセプト・レコーディング                                                                                              |
| Carly Paoli & Friends                                                                           | - 発売日：2021年9月24日 - レーベル：Abiah Records - フォーマット：CD、MP3                      | - カーリー・パオリのアルバム - 映画「グレイテスト・ショーマン」の「A Million Dreams」をデュエット。                                   |
| Into The Unknown                                                                                | - 発売日：2021年11月12日 - レーベル：Westway Music Ltd - フォーマット：CD、MP3                 | - サマンサ・バークスのアルバム - ミュージカル「ディア・エヴァン・ハンセン」の「Only Us」をデュエット。                                |
| Kalevala The Musical (Original Concept Album Recording)                                         | - 発売日：2022年6月24日 - レーベル：- - フォーマット：MP3                                      | - オリジナル・コンセプト・レコーディング                                                                                              |
| 映画「トゥモロー・モーニング」オリジナル・サウンドトラック                                      | - 発売日：2022年9月6日 - レーベル：Sony Music - フォーマット：CD、MP3                          | - オリジナル・サウンドトラック - 日本盤発売：2022年11月23日                                                                           |
| The Last Match: A Pro-Wrestling Rock Musical                                                    | - 発売日：2022年9月26日 - レーベル：- - フォーマット：MP3                                      | - コンセプト・アルバム |
| The Road To Find Out - North                                                                    | - 発売日：2022年11月18日 - レーベル：Westway Music - フォーマット：CD、MP3                     | - ソロアルバム（EP） |
| Funny Girl (New Broadway Cast Recording)                                                        | - 発売日：2022年11月18日 - レーベル： Sony Music - フォーマット：CD、MP3                       | - ニュー・ブロードウェイ・キャスト・レコーディング                                                                                    |
| The Road To Find Out - West                                                                     | - 発売日：2023年5月5日 - レーベル：Westway Music Ltd - フォーマット：CD、MP3                   | - ソロアルバム（EP） |

## 受賞・ノミネート歴
- 2010年　BroadwayWorld.com Awards／ミュージカル主演男優賞－『ラヴ・ネヴァー・ダイズ』　受賞
- 2011年　Viewers' Choice Theatre Awards (WhatsOnStage.com)／the Best Actor category　受賞
- 2011年　ローレンス・オリヴィエ賞／ミュージカル主演男優賞－『ラブ・ネヴァー・ダイズ』　ノミネート[29]
- 2011年　WhatsOnStage.com Awards（シアターゴーアーズ・チョイス賞）／ミュージカル主演男優賞－『ラブ・ネヴァー・ダイズ』　受賞[30]
- 2013年　WhatsOnStage.com Awards（シアターゴーアーズ・チョイス賞）／Best Takeover in a Role－『レ・ミゼラブル』（ロンドン公演）　受賞
- 2014年1月　BroadwayWorld Toronto Awards／ミュージカル主演男優賞－『レ・ミゼラブル』（トロント公演）　受賞[31]
- 2014年4月　トニー賞／ミュージカル主演男優賞－『レ・ミゼラブル』（ブロードウェイ公演）　ノミネート[5]
- 2014年4月　ドラマ・リーグ賞／Distinguished Performance　－『レ・ミゼラブル』（ブロードウェイ公演）　ノミネート[32]
- 2014年5月　シアター・ワールド賞／Outstanding Broadway or Off-Broadway Debut Performance－『レ・ミゼラブル』（ブロードウェイ公演）　受賞[33]
- 2014年6月　Dora Award/ミュージカル優秀男優賞－『レ・ミゼラブル』（トロント公演）　ノミネート[34]
- 2014年11月　BWW Album Awards ／Best New Solo EP or CD Single Recording－『The Road to Find Out: East』　受賞[35]
- 2016年12月　WhatsOnStage Awards／ミュージカル主演男優賞－『マーダー・バラッド』　ノミネート[36]
- 2017年5月　Audience Choice Awards／Favorite Featured Actor in a Musical－『アナスタシア』　ノミネート[37]
- 2017年6月　Broadway Beacon Awards (Inside Broadway)　受賞[38]

## 高井治との競演
2012年1月には、『オペラ座の怪人25周年記念公演inロンドン』DVD／ブルーレイディスク日本盤の発売プロモーションとして、同公演クリスティーヌ・ダーエ役のシエラ・ボーゲスとともに来日。1月19日には東京・汐留の電通四季劇場［海］にて、発売記念イベントとして舞台上でタイトルソング、「オペラ座の怪人」を披露。劇団四季の怪人役俳優のひとり、高井治との競演が実現した。

## エピソード
- イラン生まれのカナダ育ち。イランでは母親は仕立屋に勤め、父親はシャーの近衛兵だった[40]。ラミンがまだ赤ん坊の時に家族で革命最中のイランを脱出し、最終的にカナダ・オンタリオ州に移住した[3]。
- ジョニー・キャッシュやケニー・ロジャースなどを聴いて育った[9]。
- 12歳の時に課外授業でコルム・ウィルキンソン主演の『オペラ座の怪人』を初めて観た。本当は行きたくなかったのだが、実際に観劇してみて音楽や物語に魅了され、俳優になることが将来の夢になった[41]。終演後の楽屋口ではコルムはとても親切で、ラミンが「あなたがやっていること（歌）はどうやってやるのですか？」と尋ねると、コルムは「ロックバンドをしていた」と教えた。その為バンドに参加した [42]。

- 18歳の時に仕事を始め、クルーズ船のショーで配役された。ラミンは元々シンガーのつもりでオーディションを受けていたのだが、いざリハーサルに到着してみると、なぜかダンサーとして雇われていた。ダブルピルエット（2回転）を指示されるも、彼はダンスについては何も知らず、意味を他のダンサーに尋ねた。後日リードシンガーが何らかの理由で降板することになり、ディレクターから仕事の引継ぎを依頼された。次に始まるタップダンスのリハーサルで退場になると分かっていたので、ラミンはシンガーの降板に感謝した[43]。

- イギリスにはクルーズ船のパフォーマーとして21歳のときにやってきた[44]。その船でアマンダ・ラムスデンと出会った。二人はすぐに結婚し、今日まで結婚生活は続いている [42]。子どもは二人いる。
- ロンドンに来たときの最初の職業はドライヤー工場[45]。
- イギリス最初の舞台はリージェンツパークの野外劇場で上演された『ペンザンスの海賊』（The Pirates of Penzance）の海賊王（代役）[44]。
- 経済的に厳しく、借金を増やしたくなかったため正式な訓練は受けなかった。図書館に行きスタニスラフスキー等の演劇や演技の書物を探して読んでいた[2]。また歌の面では色々な歌手のコピーをして歌い方を覚えた。特にフランク・シナトラの影響を受けたと言い、シナトラのフレージングの真似をしてブレスの使い方を学んだ[46]。

- 2008年、雑誌コスモポリタン（Cosmopolitan）6月号のキャンペーン企画でラミンの裸の写真が掲載された[47]。このキャンペーンはコスモポリタンと6月男性がん啓発月間との提携企画であり、全ての男性の前立腺がんおよび精巣がんの啓発を目的とするもの。歌手のサイモン・ウェブや元サッカー選手のディビッド・ジェームス、フットボール選手のダニー・チプリアーニなども参加した。
- 2011年9月4日、HIVやAIDsの人びとの支援を目的としたチャリティ「The Make A Difference Trust」（MADTrust）のためのイベント「West End Bares」に参加した[48]。ラミンはキングス･オブ・レオンのSex On Fireを歌唱しながら、服を脱がされていくパフォーマンス（全裸ではない）を披露した。
- 2013年5月18日、ヤンキー・スタジアムでのニューヨーク・ヤンキース対トロント・ブルージェイズ戦にてカナダとアメリカの両国歌をアカペラで独唱した[49]。インタビューの中でラミンは、「たいへん光栄だった。でもとてもおかしかった。」と語っている。彼がヤンキー・スタジアムで国歌を歌うことを伝えるたびに、人びとから「台無しにしないで！何をしようとも、台無しにはしないで！歌詞を忘れないで！」といつも言われた。実際にフィールドに出るまでにすっかり緊張してしまったが、彼はフィールドでサウンドチェックをし「音の感覚を得て、興奮した」。もはや心配はしていなかったという[50]。

- 2014年1月11日、『レ・ミゼラブル』カナダ公演に、一夜限りのチャリティー企画としてコルム・ウィルキンソン(ロンドン・オリジナル・キャストのジャン・バルジャン役）が司教役として特別出演。ラミンと「Bring Him Home」のデュエットも披露した[51]。
- 2014年12月、Broadway.comの読者投票により「ブロードウェイで最もセクシーな男トップ10」（2014年）で1位に選ばれた[52]。ちなみに2位はヒュー・ジャックマンである。
- 2015年8月29日、『レ・ミゼラブル』（ブロードウェイ公演）でジャン・バルジャン役のアンダースタディ（代役）を務めていたカイル・ジャン・バプティスト（21歳）の訃報が伝えられた。カイルは「史上最年少および史上初のアフリカ系アメリカ人のジャン・バルジャン」として注目されていた俳優。当日と最終日(8月30日)の舞台のカーテンコールでは、ラミンは腕に黒い喪章（カイルのバルジャンのタイ[53]）をつけ、カイルへの弔意を表した [54]。

- ラミンがワークアウトを始めたのは、ロンドンの楽屋でシャツを着ていない彼を見たキャメロン・マッキントッシュに「30年代の誰かだね」と言われてからしばらく後のこと。ヴィクトル・ユゴーがバルジャンを「中背の男、ずんぐりして強健、壮年」と描写していることもフィットネスをするうえで動機づけになった。彼はワークアウトを楽しむことを始め、それは譲れない日々の一部になった。「ジムに行くことはヴォーカルのウォームアップのようなもの。声にギアが入る」と彼は語る[55]。
- ラミンの母親はイスラム教に従っているが、彼自身はキリスト教に改宗している。彼はルーミーを読みつづけており、十字架を身に着けている。ロンドンでは牧師（ドアの下のチラシにより知り合った）と「コーヒーを飲んで話をする」と彼は語る[40]。
- 俳優の城田優とは2013年の『4Stars』で共演して以来、公私共に交流がある[56]。ラミンは城田を「ブラザー」と呼んでいる。